# Mine de Maricunga
 (mars 2025).
La mine de Maricunga est une mine à ciel ouvert d'or située dans la région d'Atacama au Chili. Elle appartient en totalité à Kinross Gold depuis 2007, alors qu'avant cela cette dernière n'en possédait que 50 %. Elle a ouvert en 2005.